# مارثا إليزابيث بورتشفيلد ريختر
كانت مارثا إليزابيث بورتشفيلد ريختر (28 يونيو 1924- 10 أبريل 1977) فنانة ألوان مائية، ابنة الفنان تشارلز إفرايم بورتشفيلد (1893-1967). على غرار والدها، كانت بورتشفيلد متعلقة بالنباتات المزهرة، والأشجار، والمناظر الطبيعية. رسمت بشكلٍ حصري تقريبًا بالألوان المائية، وتشتهر بتصويرها للطبيعة على مدار الفصول، ومناظر أميركا الريفية. وتعرف بتوقيعها التقليدي م. بورتشفيلد "M. Burchfield" على جميع لوحاتها. بما في ذلك اللوحات التي قامت بتصويرها بعد تغيير لقبها عام 1946 عقب زواجها من هنري ريختر.
يمكن العثور على لوحاتها ورسوماتها في شركة سميثوني، شركة فورد موتور، وجامعة ولاية نيويورك بولاية بافالو ومركز بيني-بورتشيلد الفني. كانت موضوعًا لمعارض في معهد بتلر للفن الأمريكي ومعرض سيستي في بوفالو ومعرض سنترال بارك في بوفالو ونادي بوفالو غاريت. كان لديها معارض منفردة  في مدن حول أمريكا منها ديترويت وسالم ويونغستاون.
توجد المجموعة الأكبر من أعمال ودراسات بورتشيلد في المجموعة الشخصية للويز سيمون شوين في غرب سينيكا، نيويورك. تمتلك شوين حقوق الطبع والنشر لجميع أعمال بورتشيلد وتنظم معرضًا للوحات بورتشيلد كجزء من معرض ثلاثة أجيال من بورتشفيلد المخطط ليكون في إبريل 2017 في مركز كنان بلوكبورت، نيويورك.
أعارت شوين سبعة من لوحات بورتشفيلد لمنتجي الفيلم الروائي الطويل مارشال، سيرة ثورجود مارشال، أول قاض من أصل افريقي في المحكمة العليا الأمريكية، والذي تم تصويره في بوفالو في صيف عام 2016.

## حياتها

### الأعوام المبكرة
ولدت في بوفالو يوم 28 يونيو عام 1924، أشرف على تربية بورتشفيلد والداها، تشارلز، مصور تشكيلي عمل أيضًا كمصمم لفترة لدى شركة إتش. إم . بريدج لأوراق الحائط، وبيرثا (كيرنيش) بورتشفيلد، ربة منزل. في سن الثانية، انتقلت بورتشفيلد مع عائلتها إلى منطقة غاردنفيل بغرب سينيكا، نيويورك، حيث ظلت لبقية حياتها.
كانت بورتشفيلد ثاني أكبر طفل من خمسة أطفال، نشأت هي وإخوتها، ماري أليس، وسارة روث (سالي)، وكاثرين، وآرثر على الجانب الأخر الشارع من حديقة آيلاند التي تبلغ مساحتها 29 فدانًا، والتي أصبحت عام 1999 مركز تشارلز إ. بورتشفيلد للطبيعة والفن (BNAC) كتكريم لوالدها. وتتكون من حدائق برية ومزروعة، وملعب كبير، ومسارات طبيعية ومدرج في الهواء الطلق على جانبي ضفاف جدول بوفالو.
عام 1928، تواصل تشارلز مع الفنان العارض فرانك رين ليرى إن كان بإمكانه أن يتفرغ بدوام كامل للتصوير التشكيلي بالبيع عن طريق معرض رين في مدينة نيويورك. برغم أن قراره بترك شركة بيرج لورق الحائط سبق الكساد العظيم، استمر بيع أعمال تشارلز. انطلاقًا من ذلك الوقت، تمكن من دعم عائلته من خلال بيع أعماله الفنية.
منذ طفولتها المبكرة أحبت بورتشفيلد الرسم والتصوير. كان والدها يشجعها. وكانت موهبتها تتثبت. في سن ال12، فازت بجائزة في مسابقة رسم وحصلت على جائزتها دولار واحد وقصة عنها في الجريدة.

### التعليم

#### التعليم في الطفولة وسنوات المراهقة
التحقت بورتشفيلد بمدرسة جاردنفيل الثانوية، والتي سميت على اسم موقعها في قسم غاردنفيل بغرب سينيكا. رقى النظام المدرسي ريختر صفًا واحدًا، وانتهى بها المطاف في نفس الصف مع أختها ماري أليس التي كانت تكبرها بعامٍ واحد. في عيد ميلادها السابع عشر في عام 1941، ألقت بورتشفيلد كلمة في حفل التخرج في حين أن ماري أليس كُرِّمت كطالبة متفوقة.

#### التعليم التكميلي
بعد التخرج، التحقت بورتشفيلد بمدرسة أولبرايت للفنون في بوفالو لمدة عام واحد حيث درست مع الفنانين فيليب سي. إليوت وفلورنسا جوليا باخ. بمساعدة منح دراسية، اتبعت خطوات والدها ودرست في معهد كليفلاند للفنون. وكان من بين معلميها في المعهد فنانون مثل ويليام جوزيف إيستمان، وكارل فريدريك غيرتنر، وبول ترافيس. كانت عمتها، لويز بورتشفيلد، قيَمة المعهد المساعدة في مجال التصوير التشكيلي.

### العائلة والحياة الشخصية

#### عائلة من الفنانين
بالإضافة إلى ريختر، أصبحت أختها كاثرين بورتشفيلد باركر (1926-2012) وابنتها، بيغي ريختر هاوغ (المولودة في 11 مايو 1948) مصورين تشكيليين. رسمت باركر بشكل أكبر لوحاتٍ تجريدية، لكن بيغي فضلت تصويرالمناظر الطبيعية، وقالت إنها أحبت ريف غرب نيويورك. شاركت هاوغ عندما كانت لاتزال مراهقة وشابة صغيرة في معارض ثلاثية الأجيال إلى جانب والدتها وجدها.

#### الاستديو الخاص بها
برغم تفضيل بورتشفيلد للتصوير التشكيلي في الهواء الطلق، كان لديها استديو للراحة ولأوقات الطقس غير المواتي. صورت ريختر في غرفة نومها لعدة سنوات أثناء فترة زواجها. في النهاية، تعاقد زوجها على إنشاء استديو فنيٍ لريختر فوق المرآب.

### الوفاة
يعرف الكثير عن أعوامها القليلة الأخيرة من لقاء مع بيغي هاوغ، ابنة بورتشيلد ريختر، أجرتها لوري كيسر، الكاتبة من بوفالو، في 15 يوليو 2016.
كانت بورتشفيلد مقربة للغاية من والدها وعانت كثيرًا عقب وفاته عام 1967. «كانت متعلقة بوالدها عاطفيا بشكل كبير... تألمت كثيرًا عندما تُوفي».
عانت بروتشفيلد من الاكتئاب خلال أغلب حياتها. زارت أطباء نفسيين من أجل الاكتئاب ووصفوا لها المهدئات والحبوب المنومة، التي تركتها بإحساس ضبابي بدلآً من الشعور بالتحسن. بينما كان الاكتئاب صعبًا عليها وعلى عائلتها، وصفتها هاوغ كشخص أثنى على الجيد والسيء. «منها، أخذنا القدرة على أن نحيا بكل ما في الكلمة من معنى، كانت متمسكة بالحياة ومحبه للفكاهة. لم تكن للنساء في تلك الفترة الوسائل للتعبير عن أنفسهن. لم يعرفن كيف يفعلن ذلك. ولكنها كانت تعرف».
تدهورت حالة بورتشفيلد العقلية في منصف سبعينيات القرن العشرين بعد مغادرة أبنائها للمنزل. وفي ال10 من نوفمبر عام 1977، أقدمت على الآنتحار بتناول جرعة زائدة من البربيتورات.

## الأسلوب الفني والمؤثرات
صورت بورتشفيلد حصريًا باستخدام الألوان المائية، مطبقة عادةً التقنية الجافة (باستخدام القليل من الماء) فوق الرسم التمهيدي بالقلم الرصاص، مثلما كان يفعل والدها.
عرفت بالتصوير في الهواء الطلق، عند المشاهد في الأماكن المفتوحة. أحبت بورتشفيلد الصيف واستمتعت بتصوير المناظر الصيفية، قائلة «هكذا أشعر بانني أكثر حياة». كانت معروفة بدورانها بالسيارة حتى تجد موقعًا يعجبها للتصوير.
في الملاحظات الافتتاحية لبرنامج معرضها المنفرد في معهد بوتلر للفن الأمريكي في أكتوبر 1966، وصف تشارلز بورتشفيلد لوحات بورتشفيلد بالألوان المائية بامتلاكها «نضارة بريئة وغير ملوثة (عذراء)؛ بصبغة غنائية، مع مسحة من البدائية أيضًا لكن السمة الغنائية باقية وتنمو بشكل ثابت، ولها أضيفت دراما الضوء ووعي بالمشكلات الأكثر تعقيدًا لتصوير المناظر الطبيعية. لديها إحساس فطري بالإيقاع والتكوين، واضح بشكل لافت في محاولات طفولتها، واستمر وهي ناضجة».
في نوفمبر عام 1960 استخدم محررو مجلة فورد ثماني لوحات لبورتشفيلد كرسم توضيحي لقصة من أربع صفحات عن غاردنفيل، نيويورك. أصر جميع معلمي بورتشفيلد عليها ألا تتأثر بوالدها وأخبروها أن تطور أسلوبًا خاصًا بها، وردت عليهم « يتأثر كل فنان شاب بشخص ٍ ما، حتى والدي».
علمها تشارلز «كيف ترى» الطبيعة في رحلات عبر الريف لكي تصور معه وعلمها بعضًا من تقنياته. ونتيجة لذلك، كانت هناك مقارنة مستمرة بين أعمالها وأعمال والدها الشهير والتي لم تستطع أن تتهرب منها.
كتب الناقد الفني والفنان التجريدي تريفور توماس أن ريختر «تمتلك بريقُا يكاد لا يشوبه خطأ في الإيحاء بالواقعية وتتعامل مع الخطوط المبهمة المقبولة للأشجار، والأوراق، والعشب، والأزهار، والبيوت القديمة بثقة متمرسة.»
قارن بين أسلوبها وأسلوب والدها، قائلًا أنه بينما لدى تشارلز قدرة فطرية على إثارة إحساس بالغموض والدهشة خلف ظواهر المشاهد العادية، بورتشفيلد «تكتفي بالنظر إلى ما تراه وتصوره بمفردات معينة من الألوان وقواعد من ضربات الفرشاة. لا تبحث تحت السطح عن سحر أو غموض كامن، فهي تستطيع وضع المشهد بشكل جيد، لكن الدراما تبقى خارج المشهد».
حصلت على جوائز عن أعمالها، بما في ذلك الجائزة الأولى من جمعية فناني بوفالو ستاتلر شو في بوفالو يوم 4 مايو 1950، إلى جانب العديد من الجوائز والتسميات الشرفية الأخرى في مختلف المعارض المحلية. ودرست التصوير التشكيلي في دورات تعليمية للكبار أقيمت في غرب سينيكا.